# Bredhurst
Bredhurst – wieś i civil parish w Anglii, w Kent, w dystrykcie Maidstone. W 2011 civil parish liczyła 397 mieszkańców.